# Archaelagonops
Genre
Archaelagonops est un  genre éteint d'araignées aranéomorphes de la famille des Lagonomegopidae.

## Distribution
Les espèces de ce genre ont été découvertes  dans de l'ambre de Birmanie. Elles datent du Crétacé.

## Liste des espèces
Selon The World Spider Catalog 16.0 :
- †Archaelagonops propinquus Wunderlich, 2015
- †Archaelagonops salticoides Wunderlich, 2012
- †Archaelagonops scorsum Wunderlich, 2015

## Publication originale
- (en) Wunderlich, 2012 : On the fossil spider (Araneae) fauna in Cretaceous ambers, with descriptions of new taxa from Myanmar (Burma) and Jordan, and on the relationships of the superfamily Leptonetoidea. Beiträge zur Araneologie, vol. 7, p. 157–232.